# Calonne (Fluss)
Die Calonne (auch: Rivière Morte) ist ein Fluss in Frankreich, der in der Region Normandie verläuft.

## Geographie

### Verlauf

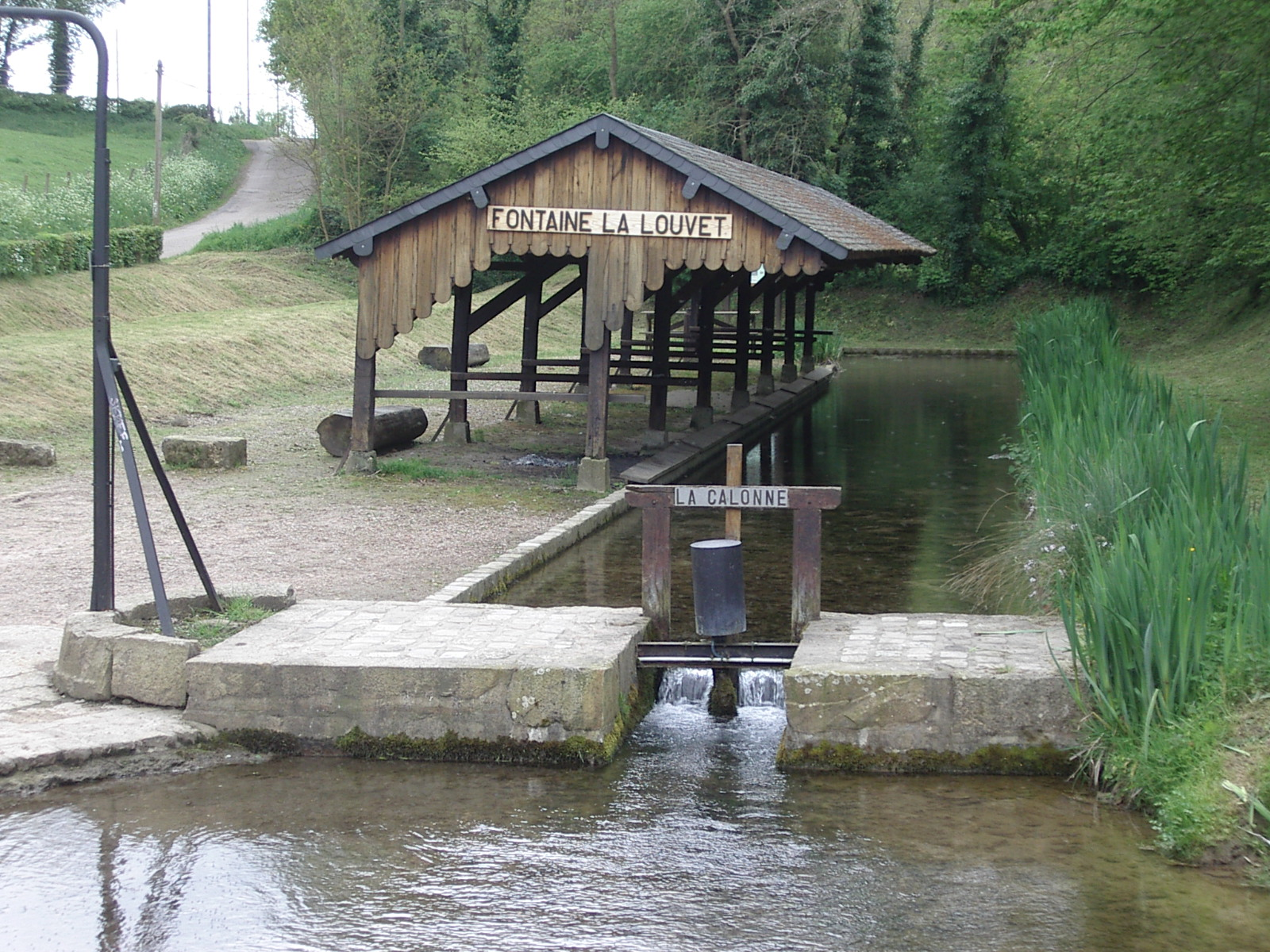
Die zu einem Waschhaus (Lavoir) umfunktionierte Karstquelle des Flusses in Fontaine-la-Louvet

Sie entspringt im Gemeindegebiet von Le Planquay, von wo aus sie die ersten zehn Kilometer fallweise unterirdisch verläuft und das Wasser dann erst bei Fontaine-la-Louvet in einer Karstquelle ans Tageslicht tritt. Die Calonne entwässert in einem Bogen von Nordost über Nord nach West zwischen den Naturlandschaften Lieuvin und Pays d’Auge und mündet nach rund 45 Kilometern am Stadtrand von Pont-l’Évêque als rechter Nebenfluss in die Touques. Auf ihrem Weg durchquert die Calonne die Départements Eure und Calvados.

### Orte am Fluss
(Reihenfolge in Fließrichtung)
- Drucourt
- Bournainville-Faverolles
- Fontaine-la-Louvet
- Bailleul-la-Vallée
- Saint-Pierre-de-Cormeilles
- Cormeilles
- Bonneville-la-Louvet
- Les Authieux-sur-Calonne
- Saint-Julien-sur-Calonne
- Pont-l’Évêque